# Прва војвођанска пролетерска ударна бригада
Прва војвођанска пролетерска народноослободилачка ударна бригада формирана је 11. априла 1943. године у селу Брђанима, на падинама планине Мајевице, од бораца из Прве групе војвођанских ударних батаљона. На дан формирања имала је три батаљона са укупно 568 бораца, од којих су њих 160 били чланови КП Југославије, а око 200 чланови СКОЈ-а. Трећи батаљон је био састављен од омладинаца и скојеваца па је носио назив Омладински батаљон.
Први командант бригаде био је Марко Перичин Камењар, народни херој, а политички комесар Слободан Бајић Паја, народни херој.
За своје заслуге током Народноослободилачког рата одликована је Орденом народног хероја, Орденом народног ослобођења, Орденом партизанске звезде и Орденом заслуга за народ.
Поводом десетогодишњице формирања бригаде, 10. априла 1953. проглашена је пролетерском, а поводом тридесетогодишњице, 6. априла 1973. одликована је Орденом народног хероја.

## Борбени пут Прве војвођанске бригаде
Одмах по формирању разбила је непријатељску колону на путу Брчко-Тузла, а потом је у подручју Јелице разбила четничку групу јачине око 400 војника. Заједно са Другом војвођанском бригадом и Мајевичким партизанским одредом, водила је борбе са снагама Треће усташке дивизије и Тузланске бригаде НДХ, које су из Босанске Раче и Тузле нападале према Бијељини. Њен Други батаљон је тада, у заседи код села Брањева, заробио више од 200 домобрана.
У непријатељској офанзиви на Бирач, у првој половини јуна 1943. године, бригада је водила жестоке борбе на Тепену, Борогову, Јелачу и Рудишту, и ноћу 11/12. јуна, после марш-маневра дугог 50 километара, ослободила Сребреницу. Крајем јуна 1943. године садејствовала је снагама Главне оперативне групе НОВЈ у заузимању Власенице и Зворника. На дан формирања Шеснаесте војвођанске дивизије НОВЈ, ушла је у њен састав.
У августу је учествовала у ослобођењу Јање, 7. и 8. августа и Бијељине, од 10. до 13. августа, а у септембру и октобру водила је борбе у рејону Папраће, за ослобођење Власенице, Цапарда, Бијељине и Тузле и борбе око Брчког. У другој половини новембра 1943. године водила је више борби у Срему. Пошто се, под притиском јачих непријатељских снага, повукла у источну Босну, дејствовала је у Посавини и према Требави, и ноћу 19/20. децембра ослободила је Босански Шамац. Од 16. до 19. јануара 1944. године учествовала је у нападу на Тузлу и претрпела тешке губитке од око 220 рањених и погинулих.
Током фебруара и марта истакла се борбама против Немаца и четника код Челића, Ратковића и Кораја, на Мајевици. Крајем априла, вршила је припреме за форсирање Дрине и прелазак у Србију и у рејону Дрињаче, Власенице, Шековића и на Бетњу водила борбе са немачком Седмом СС дивизијом „Принц Еуген“ и Тринаестом СС дивизијом „Ханџар“ и разбила њихов обруч. У првој половини маја најпре је ослободила Живинце, 11/12. маја извела обухватно-обилазни марш-маневар према Сребреници, па водила борбе на комуникацији Тузла-Лопаре.
Успешно је учествовала у општој офанзиви 16. и 36. војвођанске дивизије у источној Босни, јуна 1944. године и постигла значајне успехе у борбама код Лопара, Заједница и Брезоваче, у којима је непријатељ имао више од 400 избачених из строја, а заплањена је и велика количина ратног материјала. У јулу и првој половини августу бригад је водила више борбе за прихват Шесте личке пролетерске дивизије, која је наступала из западне Босне. 
У августу 1944. године бригада је учествовала у Дурмиторској операцији и водила борбе у Црној Гори, после чега је поново враћена у источну Босну. У ноћи 5/6. септембра форсирала је реку Дрину код Старог Брода и прешла у Србију. Од тада је водила низ изузетно тешких борби против немачких и четничких снага, и учествовала у ослобођењу западне Србије: Крупња, 21. септембра; рудника Зајаче, 22. септембра; Лознице и Бање Ковиљаче, 24. септембра. После разбијања јаких снага јединица четничка, рсуог заштитног корпуса и љотиљеваца на Церу, 26. септембра, бригада је продрла у Мачву и Поцерину, и крајем септембра блокирала Шабац.
У Београдској операцији, учествовала је у борбама за ослобођење Обреновца, од 11. до 13. октобра и ослобођење Београда. Крајем окотобра 1944. године водила је борбе у Срему. Напала је Руму, 27. октобра, а од 28. октобра до 1. новембра водила борбу за ослобођење Сремске Митровице. Почетком децембра 1944. године, сменила је снаге Црвене армије на левој обали Дунава од Сентборбаша до Торјанаца; 9. децембра форсирала је Драву на одсеку Мославина-Чађавица, и до краја децембра водила борбе за вировитички мостобран.
У марту 1945. године учествовала је у разбијању непријатеља на болманском мостобрану. Ноћу 11/12. априла 1945. године учествовала је у форсирању Драве и у завршним операцијама до Цеља, Етендорфа и Галицина, у Аустрији. Истакла се у ослобођењу низа места, међу којима су Вировитица, Бјеловар, Крижевци, Цеље, и у заробљавању непријатељских снага у Словенији и Аустрији.

## Командни састав бригаде
- Команданти бригаде:
  - Марко Перичин Камењар — од формирања бригаде до марта 1944.
  - Илија Богдановић Чича — од марта до октобра 1944.
  - Жика Стојшић — од октобра 1944. до краја рата
- Политички комесари бригаде:
  - Слободан Бајић Паја — од формирања бригаде до јуна 1943.
  - Божо Радуновић — в.д. током јуна и јула 1943.
  - Пашко Ромац — током јула 1943.
  - Јован Штоковац — од јула 1943. до краја рата
- Начелници Штаба бригаде:
  - Воја Илић — од формирања бригаде до јула 1943.
  - Милета Ђукић — од јула 1943. до марта 1944.
  - Периша Грујић — од марта до јула 1944.
  - Едуард Ребула — од јула до октобра 1944.
  - Гавра Кресојевић — током октобра и новембра 1944.
  - Никола Милошевић — од новембра 1944. до почетка 1945.
  - Стојан Ивић — од почетка 1945. до краја рата
- Заменици команданта бригаде:
  - Илија Богдановић Чича — од формирања бригаде до септембра 1943.
  - Стеван Бикић — од септембра 1943. до новембра 1943.
  - Ђорђе Бикицки — од новембра 1943. марта 1943.
  - Нико Ђурашевић — од априла до октобра 1944.
  - Жика Стојишић — током октобра 1944.
  - Душан Ћосић — од новембра 1944. до априла 1945.
  - Глишо Опачић — од априла 1945. до краја рата
- Заменици политичког комесара:
  - Лука Мркшић — од формирања бригаде до јуна 1943.
  - Љубомир Момчиловић — од јуна 1943. до јула 1944.
  - Јожа Штембергер — од јула до августа 1944.
  - Милован Вујовић — од августа 1944. до априла 1945.
  - Бранко Бранковић — током априла 1945.
  - Драган Тадић — од априла 1945.

## Народни хероји Прве војвођанске бригаде
- Слободан Бајић Паја (1916—1943) први политички комесар бригаде, погинуо у току рата као политички комесар Главног штаба НОВ и ПО Војводине
- Душан Вукасовић (1909—1945) политички комесар Првог батаљона и командант Четвртог батаљона, погинуо у току рата као командант 36. дивизије
- Димитрије Лазаров Раша (1926—1948) командант батаљона[а]
- Марко Перичин Камењар (1912—1982) први командант бригаде
- Пашко Ромац (1913—1982) политички комесар бригаде
- Јован Штоковац Џоја (1922—1992) политички комесар бригаде